# Amélie von Schwerin
Pour les articles homonymes, voir Schwerin.
Amélie von Schwerin, née le 2 avril 1819 en Scanie et morte le 26 janvier 1897 à Düsseldorf, est une peintre de paysage et peintre animalière.

## Biographie
Amélie von Schwerin naît le 2 avril 1819 en Scanie
Elle étudie à Düsseldorf et à Munich, où elle est l'élève de Friedrich Voltz.
Elle meurt le 26 janvier 1897 à Düsseldorf.